# Desmopsis schippii
Desmopsis schippii Standl. – gatunek rośliny z rodziny flaszowcowatych (Annonaceae Juss.). Występuje naturalnie w południowo-wschodniej części Meksyku, w Belize, Gwatemali, Hondurasie, Nikaragui, Kostaryce oraz Panamie. 

## Morfologia
PokrójZimozielone drzewo lub krzew dorastające do 1,5–10 m wysokości. Młode pędy są owłosione.
LiścieMają eliptyczny kształt. Mierzą 3–23 cm długości oraz 1,5–8 cm szerokości. Nasada liścia jest klinowa. Wierzchołek jest spiczasty. Ogonek liściowy jest owłosiony i dorasta do 2–6 mm długości.
KwiatySą pojedyncze lub zebrane w pary. Rozwijają się w kątach pędów. Działki kielicha mają owalny kształt i dorastają do 3 mm długości. Płatki zewnętrzne mają kształt od podłużnego do równowąskiego i osiągają do 44 mm długości, natomiast wewnętrzne są trójkątne i mierzą 35 mm długości. Kwiaty mają około 40 pręcików.
OwocePojedyncze. Mają kształt od prawie kulistego do podłużnie cylindrycznego. Osiągają 27 mm długości. Osadzone są na szypułkach.

## Biologia i ekologia
Rośnie w wiecznie zielonych lasach. Występuje na wysokości do 1400 m n.p.m. Kwitnienie i owocowanie ma miejsce przez cały rok.